# Иннала, Йере
Йере Иннала (фин. Jere Innala; род. 17 марта 1998, Тавастгус) — финский профессиональный хоккеист, нападающий клуба шведской хоккейной лиги «Фрёлунда». Игрок сборной Финляндии по хоккею с шайбой. Чемпион мира по хоккею с шайбой 2022 года. Чемпион Финляндии 2019 года.

## Клубная карьера
Йере Иннала в юношеском возрасте играл за различные возрастные команды в финском клубе ХПК, именно в составе этого коллектива в 2019 году он стал чемпионом Финляндии по хоккею.
Сезон 2021/22 годов финский нападающий провёл в ХИФКе, за который отыграл 60 матче забил 21 шайбу и отдал 35 точных передач.
С сезона 2022—2023 годов Иннала играет в составе шведского хоккейного клуба «Фрёлунда». За два сезона Йере забил 39 шайб, отдал 35 точных передач, стал самым результативным игроком плей-офф шведской хоккейной лиги в сезоне 2023/24 годов.

## Карьера в сборной
В декабре 2017 года был вызван в молодёжную сборную Финляндии для участия в чемпионате мира, на котором финны стали шестыми.
В 2021 году принимал участие в чемпионате мира, который состоялся в Латвии. Стал серебряным призёром. Через год на чемпионате мира в родных стенах стал обладателем золотой медали в составе национальной сборной Финляндии.
В 2024 году, после некоторого перерыва, вновь приглашён в состав первой национальной сборной Финляндии для участия в чемпионате мира, который состоялся в Чехии.